# Phallodrilus parviatriatus
Phallodrilus parviatriatus är en ringmaskart. Phallodrilus parviatriatus ingår i släktet Phallodrilus och familjen glattmaskar. Inga underarter finns listade i Catalogue of Life.